# Paquito García
Francisco García Gómez detto Paquito García (Oviedo, 14 febbraio 1938 – Valencia, 21 agosto 2024) è stato un calciatore e allenatore di calcio spagnolo.

## Carriera

### Giocatore

#### Club
Esordì nella Liga spagnola il 28 settembre 1958 con il Real Oviedo, squadra della sua città natale, con l'allenatore argentino Abel Picabea.
Restò a Oviedo per cinque stagioni, per poi trasferirsi al Valencia. Appena arrivato nel nuovo club vinse la Coppa delle Fiere 1962-1963. Disputò dieci stagioni con il Valencia. Nel 1972-1973 giocò in Segunda División con la squadra riserve del Valencia Mestalla, prima di ritirarsi dal calcio giocato.

#### Nazionale
Nel 1962 esordì con la Nazionale spagnola contro la Romania, vittoria per 6-0 al Santiago Bernabéu di Madrid, con José Villalonga come tecnico. Giocò altre quattro partite a cavallo tra il 1962 e il 1963. Dopo una lunga assenza, tornò a vestire la maglia della selección española nel 1966, convocato da Domingo Balmanya.
Collezionò in totale 9 presenze e zero reti.

### Allenatore
Dopo il ritiro allenò diversi club spagnoli, il primo dei quali fu il CF Gandía.
Dal 1980 guidò il Real Valladolid nella massima serie spagnola, per due stagioni.
Nell'annata 1983-1984 lavorò come allenatore del Valencia, la sua ex squadra da giocatore.
Nella stagione 1989-1990 assunse la guida tecnica del Las Palmas, in Segunda División, mantenendo il club stabilmente a metà classifica e lanciando un giovane Orlando Suárez, futura bandiera del club delle Isole Canarie.
Nel 1993 ottenne la promozione nella Liga spagnola con il Racing de Santander.
Nel 1998 iniziò una lunga relazione professionale con il Villarreal, del quale nel corso dei diversi anni fu allenatore, vice-allenatore, direttore tecnico e responsabile delle giovanili.

## Palmarès

### Giocatore

#### Club

##### Competizioni nazionali
- Coppa di Spagna: 1

Valencia: 1966-1967
- Primera División spagnola: 1

Valencia: 1970-1971

##### Competizioni internazionali
- Coppa delle Fiere: 1

Valencia: 1962-1963

### Allenatore

#### Competizioni internazionali
- Coppa Intertoto UEFA: 1

Villarreal: 2004